# Rosa Ponselle
Rosa Ponselle (22. ledna 1897 Meriden – 25. května 1981 Baltimore, vlastním jménem Rosa Melba Ponzillo) byla americká operní zpěvačka, konkrétně sopranistka.

## Život
Rosa Ponselle se narodila v roce 1897 italským přistěhovalcům. Od roku 1915 vystupovala se svou starší sestrou Carmelou (1892–1977) jako Ponzillo Sisters v newyorských kinech a kabaretech (vaudeville). Impresário William Thorner dával lekce zpěvu Carmele Ponzillo a tedy také slyšel zpívat Rosu Ponselle. Thorner jí dal kontakty do Metropolitní opery. Se svým bezchybným koloraturním sopránem byla jedním z největších vokálních talentů operní historie. Mladé pěvkyně sivšiml tenorista Enrico Caruso a přivedl ji do Metropolitní opery, kde v roce 1918 po jeho boku senzačním způsobem debutovala na operním jevišti  (jako Leonora v opeře La forza del destino Giuseppe Verdiho). Její vystoupení mělo obrovský úspěch a přes noc ji proslavilo.
Kritik New York Times James Huneker napsal: ...jak slibný debut! Kromě její osobní přitažlivosti má hlas přirozené krásy, který může být zlatým dolem; je to každopádně vokální zlato se svůdnými spodními a středními tóny. tóny tmavé, bohaté a tvárné, brilantní v horním rejstříku.
Od roku 1918 do roku 1937 byla členkou Met po dobu devatenácti po sobě jdoucích sezón, aniž by se kdy objevila na jakékoli jiné americké scéně. V roce 1937 překvapivě ukončila aktivní kariéru a vyučovala zpěv v Baltimoru. Byla jednou z nejvýraznějších pěvkyň v celé historii opery. Její neobyčejný hlas (koloraturní soprán) byl barevně sytý, mimořádně vyrovnaný a bez námahy při změnách rejstříku. V letech 1919 až 1926 zpívala uznávané role. Mezi nejvýznamnější party v jejím repertoáru, který obsahoval dvacettři role patřily: Santuzza v Cavalleria rusticana, Rezia v Oberonovi Carla Maria von Webera, Elisabetta ve Verdiho Donu Carlosovi a Mathilde v Rossiniho Wilhelmu Tellovi. V roce 1927 si Ponselle zahrála svou pravděpodobně nejlepší roli: titulní roli ve filmu Vincenza Belliniho Norma. Dalšími rolemi byly Ponchielliho Gioconda, Donna Anna v Mozartově Donu Giovannim, Verdiho Aida, Elisabetta v Donu Carlosovi, Elvira v Ernanim, Leonora v Trubadúrovi a Violetta v La Traviata.
V letech 1929 až 1931 zpívala tři sezóny v Londýně v Covent Garden v divadle Royal Opera House znovu Normu, stejně jako roli Violetty v La traviata. Také tato vystoupení byla jejím velkým úspěchem. V roce 1933 měla jediné hostování v Itálii, ve Florencii. Hrála Julii v opeře La vestale od Gaspare Spontiniho.
V roce 1935 zpívala svou poslední roli v Met, Carmen od Georga Bizeta. V roce 1937 absolvovala poslední turné s operou Carmen a poté odešla z jevištního života. Rok předtím se provdala za amerického průmyslového magnáta Carle A. Jacksona, s nímž se pak v roce 1949 rozvedla. Přestěhovala se do Baltimoru a získala manažerskou pozici v rodící se Baltimore Civic Opera. Tam dávala hodiny zpěvu, mezi jejími studenty byli Beverly Sills, Sherrill Milnes, Plácido Domingo, Richard Cassilly a James Morris. V roce 1954 nahrávala na gramofonové desky své různé hlavní role. Kromě klasické hudby zpívala také americké lidové písně jako „My Old Kentucky Home“ a „Carry me back to old virginny“.
Zemřela ve své vile 25. května 1981 ve věku 84 let po dlouhém boji s rakovinou kostní dřeně.
Na její počest deník The New York Times napsal: Mis Poncelle udělala nesmazatelný dojem svým fenomenálním hlasem. Byla to dramatická sopranistka, která bez námahy stoupala od nízkých tónů kontraaltu k oslnivě vysokému C. Měla koloraturní pohyblivost, velkolepý trylek, silné fortes, jemné pianissimo a precizní intonace.
V roce 1972 Harold Schoenberg popsal její hlas takto: „Tento velký, jasný, plný barev, zlatý hlas se bez námahy vznesl, zasáhl ohromeného posluchače do obličeje, převaloval se po celém těle, klouzal po lopatkách a ponořil se do fyzického potěšení.

## Diskografie (výběr)
American Recordings Vol. 1: Rosa Ponselle, 2006
The Columbia R, 2006
Casta Diva, 2006
Ponselle: Opern und Lieder, 1997
Prima Voce: Ponselle, 1992
Prima Voce: Rosa Ponselle Vol. 3, 1996
Prima Voce: Rosa Ponselle Vol. 2, 1995
Songs and Operettas 1918 - 1939, 2002